# Soumans
Soumans település Franciaországban, Creuse megyében. Lakosainak száma 591 fő (2022. január 1.). Soumans Treignat, Bord-Saint-Georges, Lavaufranche, Leyrat, Nouhant és Verneiges községekkel határos.

## Népesség
A település népessége az elmúlt években az alábbi módon változott:
| Lakosok száma | 869  | 612  | 540  | 571  | 618  | 624  | 601  | 584  | 578  | 591  |
|               | 1968 | 1982 | 1990 | 2006 | 2013 | 2015 | 2017 | 2019 | 2020 | 2022 |